# The Weirdness
The Weirdness è il quarto album studio del gruppo punk The Stooges. L'album, prodotto da Steve Albini, è stato pubblicato il 6 marzo 2007. La formazione è quella riunitasi nel 2003, ossia Iggy Pop (voce), Ron (chitarra) e Scott Asheton (batteria) accompagnati dal nuovo bassista Mike Watt (Minutemen/Firehose) e il sassofonista di Fun House Steve Mackay.

## Il disco

### Registrazione
L'album venne prodotto da Steve Albini nel suo studio Electrical Audio a Chicago, Illinois, durante l'ottobre del 2006, e fu masterizzato presso gli Abbey Road Studios di Londra, Regno Unito, in dicembre. Il bassista Mike Watt postò sul web un diario giorno per giorno delle sedute di registrazione sul suo sito internet, ma questo fu in seguito cancellato senza spiegazioni. Watt si riferiva al progetto del disco con il titolo provvisorio Secret Plan. Le canzoni registrate durante le sessioni includevano anche una versione di My Idea of Fun (ascoltata per la prima volta sul CD dal vivo Telluric Chaos) e una cover di I Wanna Be Your Man dei The Beatles (più fedele alla versione dei Rolling Stones del medesimo brano). La scaletta ufficiale dei brani del disco fu annunciata ufficialmente dalla Virgin Records il 30 gennaio 2007.

### Pubblicazione
Due singoli, My Idea of Fun e Free & Freaky, furono pubblicati via iTunes Store il 20 febbraio 2007. L'album uscì il 6 marzo anche in formato LP vinile con quattro tracce aggiuntive. My Idea of Fun fu eseguita durante il reality show Bam's Unholy Union.

## Tracce
1. Trollin' – 3:05
2. You Can't Have Friends – 2:22
3. ATM – 3:15
4. My Idea of Fun – 3:17
5. The Weirdness – 3:45
6. Free & Freaky – 2:39
7. Greedy Awful People – 2:07
8. She Took My Money – 3:48
9. The End of Christianity – 4:19
10. Mexican Guy – 3:29
11. Passing Cloud – 4:04
12. I'm Fried – 3:44

Tracce bonus
1. O Solo Mio (bonus track presente solo nell'edizione giapponese e nella versione vinile)
2. Claustrophobia (bonus track presente solo nella versione vinile)
3. I Wanna Be Your Man (Lennon/McCartney) - (iTunes e bonus track presente solo nella versione vinile)
4. Sounds of Leather (bonus track presente solo nella versione vinile)

## Formazione
- Iggy Pop - voce
- Ron Asheton - chitarra
- Mike Watt - basso
- Scott Asheton - batteria
- Steve Mackay - sassofono

## Accoglienza
| Recensione           | Giudizio           |
| -------------------- | ------------------ |
| Allmusic             | [ 1 ]              |
| Alternative Press    | [ 2 ]              |
| BBC Music            | (molto favorevole) |
| Entertainment Weekly | B−                 |
| NME                  | [ 5 ]              |
| Pitchfork            | [ 6 ]              |
| PopMatters           | [ 7 ]              |
| Rolling Stone        | [ 8 ]              |
| Piero Scaruffi       | [ 9 ]              |
| Uncut                | [ 10 ]             |

(Piero Scaruffi)
Secondo il sito internet aggregatore di recensioni Metacritic, l'album ha un punteggio di 44, che indica recensioni contrastanti, su un totale di 32 recensioni da parte di critici del settore. Pitchfork assegna al disco un punteggio eccezionalmente basso di 1 su 10, scrivendo: "disonora orribilmente l'operato originale della band". PopMatters scrisse: "Come ogni altro disco inferiore di una defunta band di culto inaspettatamente riunitasi, è un pericolo per la reputazione e il lascito della band stessa. Ogni valutazione o giudizio degli Stooges deve ora essere fatto prendendo in esame anche The Weirdness, e molti fan lo rimuoveranno semplicemente o lo scuseranno con indulgenza. Esattamente, perché questo album è stato inciso?". Drowned in Sound scrisse: "Privo d'ispirazione, senza mordente, un disco patetico".
BBC Music, contrariamente, scrisse: "Veloce, tirato, e pronto all'azione, [The Weirdness è] esuberante e divertente". Mojo definì l'album "un disco rock esuberante e dal suono moderno che sembra anche più vitale della maggior parte delle band 40 anni più giovani degli Stooges".